# Alexandru Utca
Alexandru Utca (în rusă Александр Захарович Утка; n. 12/25 septembrie 1911, Handrabura, Ținutul Ananiev, gubernia Herson, Imperiul Rus – d. 2 noiembrie 1972, Chișinău, RSS Moldovenească, URSS) a fost un politician sovietic moldovean.

## Biografie
Utca s-a născut în 1911 în satul Handrabura din ținutul Ananiev, gubernia Podolia, Imperiul Rus (azi în Ucraina), într-o familie de țărani moldoveni. A studiat la aceeași școală cu viitorul președinte al Sovietului de Miniștri al RSS Moldovenești, Alexandru Diordiță, fiind un bun prieten al acestuia. A devenit membru al PCUS în 1939. 
A luptat în războiul germano-sovietic. Ulterior, a fost președinte al Comitetului Executiv al raionului Brătușeni, precum și prim-secretar al Comitetului raional Brătușeni. A fost și secretar al Comitetului raional de partid din Chișinău. 
În 1957 a fost decorat cu titlul de Erou al Muncii Socialiste. În perioada 1954-1959 a fost membru al Comitetului Central al Partidului Comunist al Moldovei, iar în perioada 1955-1963 a fost deputat în Sovietul Suprem al RSS Moldovenești.
A decedat în 1972 în Chișinău, fiind înmormântat în Cimitirul armenesc. 